# Cortina di bambù

La cortina di bambù nel 1959. Si noti che a quel tempo, il Laos era alleato con gli Stati Uniti, poiché il comunista Pathet Lao non conquistò il paese fino al 1975. Inoltre, il nord e il sud del Vietnam non erano ancora stati uniti. I confini delle ex repubbliche sovietiche ora indipendenti sono mostrati anacronisticamente per il contesto.

La cortina di bambù era la delimitazione politica della guerra fredda tra gli stati comunisti dell'Asia orientale, in particolare la Cina, e gli stati capitalisti e non comunisti dell'Asia orientale, meridionale e sudorientale. A nord/nord-ovest si trovavano la Cina comunista, l'Unione Sovietica, il Vietnam e altri. A sud e ad est si trovavano l'India capitalista/non comunista, il Giappone, l'Indonesia e altri. In particolare, in seguito alla guerra di Corea, la zona demilitarizzata coreana (ZDC) divenne un simbolo importante di questa divisione asiatica, sebbene il termine stessa cortina di bambù sia raramente usato in quel contesto specifico.
Il termine cortina di bambù è stato derivato da cortina di ferro, un termine ampiamente utilizzato in Europa dagli anni '40 agli anni '80 per riferirsi ai confini comunisti di quella regione. È stato usato meno spesso della cortina di ferro in parte perché mentre quest'ultimo è rimasto relativamente statico per oltre 40 anni, la cortina di bambù si è spostata frequentemente ed è stata in qualche modo meno precisa. Era anche una descrizione meno accurata della situazione politica in Asia a causa della mancanza di coesione all'interno del blocco comunista dell'Asia orientale, che ha provocato la crisi sino-sovietica. Durante la guerra fredda, i governi comunisti in Mongolia, Vietnam e in seguito in Laos erano alleati dell'Unione Sovietica, sebbene a volte cooperassero con la Cina, mentre il regime cambogiano di Pol Pot era fedele alla Cina. Dopo la guerra di Corea, la Corea del Nord ha evitato di schierarsi tra i sovietici o la Cina, dalla fine del blocco comunista in Asia, la Corea del Nord rimane in buoni rapporti con la Russia e la Cina.
Durante la Grande rivoluzione culturale in Cina, le autorità cinesi hanno posto la cortina sotto una sorta di blocco, vietando l'ingresso o l'uscita dal Paese senza il permesso del governo cinese. A molti aspiranti rifugiati che tentavano di fuggire nei paesi capitalisti fu impedito di fuggire. Rilassamenti occasionali hanno portato a diverse ondate di rifugiati nell'allora corona britannica di Hong Kong.
Le relazioni migliorate tra la Cina e gli Stati Uniti durante gli ultimi anni della guerra fredda hanno reso il termine più o meno obsoleto tranne quando si riferiva alla penisola coreana e alla divisione tra alleati degli Stati Uniti e alleati dell'URSS nel sud-est asiatico. Oggi, la zona demilitarizzata che separa la Corea del Nord e del Sud è in genere descritta come ZDC o DMZ. Il termime cortina di bambù è usato più spesso per riferirsi ai confini e all'Economia della Birmania, anche se questo stato ha iniziato ad aprirsi nel 2010. Da allora, la cortina di bambù ha lasciato il posto al modello di business chiamato rete di bambù.